# Conchoïde
Ne doit pas être confondu avec cassure conchoïdale.

Conchoïde d'une ellipse

Une conchoïde [kɔ̃kɔid] (du latin concha, coquille) est une courbe obtenue à partir d'un point fixe O, d'une autre courbe, et d'une distance d. O est alors le pôle de la conchoïde et d son module. Pour chaque droite passant par O qui coupe la courbe donnée en un point P, on trace les points N et Q de la droite situés à une distance d de P. La conchoïde est le lieu géométrique des points N et Q lorsque P parcourt la courbe donnée.
En coordonnées polaires de pôle O, si la courbe donnée a pour équation polaire {\displaystyle r=\alpha (\theta )} alors la conchoïde aura pour équation {\displaystyle r=\alpha (\theta )\pm d}.

## Conchoïde de droite: la conchoïde de Nicomède
La conchoïde la plus simple est la conchoïde de droite, inventée par Nicomède, mathématicien grec du IIe siècle av. J.-C. . Il fut le premier à réaliser une construction mécanique d'une courbe plane (autre que le cercle).
C'est la courbe d'équation polaire {\displaystyle \rho ={\frac {a}{\cos \theta }}+d}, où a est la distance du pôle à la directrice (a = OH). 

### Trisection d'un angle

Grâce à la conchoïde de Nicomède, on obtient la trisection de l'angle

Les conchoïdes de Nicomède sont des trisectrices, c'est-à-dire qu'elles permettent de diviser en trois angles égaux un angle. À chaque angle φ à trisecter, correspond une conchoïde différente, avec {\displaystyle \sin \varphi ={\frac {a}{b}}}.
Afin de réaliser une trisection, construire un triangle OHI rectangle en H, tel que l'angle φ à trisecter soit {\displaystyle {\widehat {OIH}}}. Ensuite, construire la conchoïde de la droite (IH) de pôle O et de module OI.
On a alors, avec {\displaystyle {\widehat {IOH}}=\phi } : a = OH et {\displaystyle d=OI={\frac {a}{\cos \phi }}}. La conchoïde a donc pour équation {\displaystyle \rho ={\frac {a}{\cos \theta }}+{\frac {a}{\cos \phi }}}.
L'intersection de la courbe avec le cercle de centre I passant par O permet de déterminer deux points M et N, et grâce aux propriétés fondamentales de la conchoïde, on démontre que l'angle {\displaystyle {\widehat {NIP}}} trisecte l'angle {\displaystyle {\widehat {OIH}}} ou encore que l'angle {\displaystyle {\widehat {NIP}}} est le tiers de l'angle {\displaystyle {\widehat {OIH}}}.
Démonstration — 
Dans cette démonstration, on notera α la mesure de l'angle {\displaystyle {\widehat {NIP}}}. On sait, d'après les propriétés de la conchoïde, que IN = NP =  d. Le triangle INP est donc isocèle avec {\displaystyle {\widehat {OPH}}={\widehat {NIP}}=\alpha } .
De plus, en considérant le cercle de centre N passant par P, on utilise le théorème de l'angle inscrit et de l'angle au centre afin de montrer que {\displaystyle {\widehat {ONI}}=2{\widehat {OPH}}=2\alpha } . Le triangle NOI est isocèle, ce qui permet de déduire que {\displaystyle {\widehat {ION}}={\widehat {ONI}}=2\alpha }. Les angles {\displaystyle {\widehat {yOP}}} et {\displaystyle {\widehat {OPH}}} étant alternes-internes, on en déduit que {\displaystyle {\widehat {yOP}}=\alpha }.
Or, {\displaystyle {\widehat {yOI}}={\widehat {yOP}}+{\widehat {ION}}=3\alpha }. Par conséquent, les angles {\displaystyle {\widehat {yOI}}} et {\displaystyle {\widehat {OIH}}} étant alternes-internes, {\displaystyle {\widehat {OIH}}=3\alpha } .

### Duplication d'un cube
Les conchoïdes de Nicomède sont également des duplicatrices.

### Construction de la tangente et de la normale

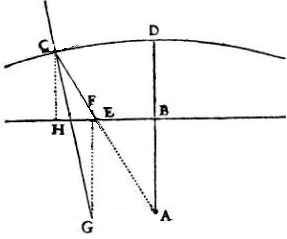
Normale d'une conchoïde de Nicomède

Dans son livre La Géométrie, René Descartes explique une méthode permettant de tracer la normale, et donc par extension la tangente à la conchoïde de Nicomède.
La voici exposée brièvement : 
On veut tracer la normale d'une conchoïde de Nicomède de pôle A et de module b en un point C. La droite directrice de cette conchoïde sera appelée (BH), où B est de telle sorte que (AB) et (CH) soient perpendiculaires à (BH). 
- Tracer le segment [CE] de manière qu'E soit l'intersection entre les droites (BH) et (CA).
- Placer le point F tel que F appartienne à [CE] et CF = CH.
- Placer le point G sur la droite perpendiculaire à (BH) et passant par F de façon que FG = EA.
- La droite (CG) est alors la normale à la courbe en C.

## Conchoïde de cercle
Les conchoïdes de cercle peuvent être utiles pour obtenir la trisection d'un angle. On pourrait également les utiliser pour étudier le mouvement d'une bielle dans le cas où elle serait astreinte à coulisser en passant par un point fixe et où l'un de ses points parcourrait un cercle.
Dans un repère dont l'origine O est le pôle de la conchoïde, l'équation polaire de la conchoïde d'un cercle de centre C(a, 0) et de rayon r = ka (a représente la distance OC) et de module d = la est : {\displaystyle \rho =a(\cos \theta \pm {\sqrt {k^{2}-\sin ^{2}\theta }}\pm l)} .
Démonstration — 
On calcule tout d'abord l'équation du cercle de centre C. L'équation cartésienne d'un cercle étant {\displaystyle (x-c)^{2}+(y-d)^{2}=R^{2}}, on a, avec {\displaystyle x=\rho \cos \theta }, {\displaystyle y=\rho \sin \theta }, {\displaystyle c=\cos(0)\times a=a}, {\displaystyle d=\sin(0)\times a=0}  et {\displaystyle R=r=ka} : 
{\displaystyle {\begin{aligned}y^{2}+x^{2}-2xa+a^{2}-r^{2}=0&\Longleftrightarrow &\rho ^{2}(\cos ^{2}\theta +\sin ^{2}\theta )-2a\rho \times \cos \theta +a^{2}-(ka)^{2}=0\\&\Longleftrightarrow &\rho ^{2}-2a\rho \times \cos \theta +a^{2}(1-k^{2})=0.\end{aligned}}}
On résout cette équation du second degré :
{\displaystyle \rho ={\frac {2a\cos \theta \pm {\sqrt {4a^{2}\cos ^{2}\theta -4a^{2}(1-k^{2})}}}{2}}=a\left(\cos \theta \pm {\sqrt {k^{2}-(1-\cos ^{2}\theta )}}\right)=a(\cos \theta \pm {\sqrt {k^{2}-\sin ^{2}\theta }})}
On peut en conclure que la conchoïde du cercle de centre C(a, 0) a pour équation polaire {\displaystyle \rho =a(\cos \theta \pm {\sqrt {k^{2}-\sin ^{2}\theta }}\pm l)} puisque al = d.

Conchoïde d'un cercle (pôle externe au cercle)

On trouve quelques cas particuliers intéressants : 
- lorsque le pôle est confondu avec le centre du cercle, la conchoïde correspondante est constituée de deux cercles concentriques dont les rayons sont r = R + d et r' = R – d.
- lorsque le pôle se situe sur le cercle, on obtient alors un limaçon de Pascal.

### Limaçon de Pascal
Les limaçons de Pascal doivent leur nom à Étienne Pascal, père de Blaise Pascal. 
Un limaçon de Pascal correspond à la conchoïde d'un cercle lorsque le pôle de la conchoïde se situe sur le cercle. Ils ont pour équation en coordonnées polaires :
{\displaystyle \rho =a+b\cos \theta ~}
On peut noter que lorsque b = 2a, on obtient le limaçon trisecteur qui possède, à l'instar de la conchoïde de Nicomède, la particularité de permettre d'exécuter la trisection de l'angle.